# Liste antiker Ortsnamen und geographischer Bezeichnungen/Ha
| Lateinischer Name           | Griechischer Name              | Beschreibung                                       | Heute                                                                  | Quellen und Verweise   | Lage |
| --------------------------- | ------------------------------ | -------------------------------------------------- | ---------------------------------------------------------------------- | ---------------------- | ---- |
| Habessus                    |                                |                                                    |                                                                        | Smith;                 |      |
| Habitancum                  |                                | Kastell in Britanien                               | in der Gemeinde Corsenside, Hamlet Risingham, Northumberland           | Smith;                 |      |
| Hadranum                    | Ἀδρανόν (Adranon)              | Stadt auf Sizilien                                 | Adrano                                                                 | RE; Smith;             |      |
| Hadria                      |                                | Stadt in Picenum                                   | Atri                                                                   | Smith;                 |      |
| Hadriani                    |                                |                                                    |                                                                        | Smith;                 |      |
| Hadrianopolis               | Ἁδριανούπολις (Hadrianoupolis) | Stadt in Thrakien                                  | Edirne in der Türkei                                                   | Smith (1);             |      |
| Hadrianopolis               | Ἁδριανούπολις (Hadrianoupolis) | Stadt in Paphlagonien                              | zwischen Eskipazar, Budaklar, Büyükyayalar und Çayli in der Türkei     | Smith (2);             |      |
| Hadrianopolis               | Ἁδριανούπολις (Hadrianoupolis) | Stadt in Pisidien                                  | wahrscheinlich bei Koças in der Türkei                                 | Smith (3);             |      |
| Hadrianopolis, Justinopolis | Αδσιανούπολις (Adsianoupolis)  | Stadt in Epirus                                    |                                                                        | Smith;                 |      |
| Hadrianutherae              |                                |                                                    |                                                                        | Smith;                 |      |
| Hadriaticum Mare            |                                |                                                    |                                                                        | Smith;                 |      |
| Hadrumetum, Justinianopolis | Ἀδρύμης (Adrymēs)              | Stadt in Africa                                    | Sousse in Tunesien                                                     | Smith;                 |      |
| Haebrides                   |                                |                                                    |                                                                        | Smith;                 |      |
| Haemimontus                 |                                | spätrömische Provinz in Thrakien                   | östliches Bulgarien und Norden der europäischen Türkei                 | Smith;                 |      |
| Haemodae                    |                                |                                                    |                                                                        | Smith;                 |      |
| Haemus                      | Αἷμος (Haimos)                 | Gebirgszug im Norden Thrakiens                     | Balkangebirge in Bulgarien                                             | Smith;                 |      |
| Hagnus                      |                                |                                                    |                                                                        | Smith;                 |      |
| Halae                       |                                |                                                    |                                                                        | Smith;                 |      |
| Halae Araphenides           |                                |                                                    |                                                                        | Smith;                 |      |
| Halae Axonides              |                                |                                                    |                                                                        | Smith;                 |      |
| Halaesa, Alaesa             | Ἄλαισα (Alaisa)                | Stadt in Sizilien                                  | bei Castel di Tusa, Ortsteil von Tusa etwa 170 km westlich von Messina | PECS; Pleiades; Smith; |      |
| Hales                       | Ἅλυς (Halys)                   | Fluss in Asia, der bei Kolophon                    | Avcı in der Türkei                                                     | Smith;                 |      |
| Hales                       | Ἅλυς (Halys)                   | Fluss in Lukanien                                  | Alento in Südwestitalien                                               |                        |      |
| Halesion                    |                                |                                                    |                                                                        | Smith;                 |      |
| Halex                       |                                | Fluss in Bruttien                                  | vielleicht Melito or Aranghia in Kalabrien                             | Smith;                 |      |
| Haliacmon                   | Ἁλιάκμων (Haliakmōn)           | Fluss in Makedonien                                | Aliakmonas in Griechenland                                             | Smith;                 |      |
| Haliartus                   | Ἁλίαρτος (Haliartos)           | Stadt in Böotien am südlichen Ufer des Kopaïs-Sees | Aliartos in Griechenland                                               | PECS; Smith;           |      |
| Halicarnassus               | Ἁλικαρνασσός (Halikarnassos)   |                                                    | Bodrum in der Türkei                                                   | Smith;                 |      |
| Halicyae                    |                                |                                                    |                                                                        | Smith;                 |      |
| Halicyrna                   |                                |                                                    |                                                                        | Smith;                 |      |
| Halieis                     | Ἁλιεῖς (Halieis)               | Stadt in der Argolis                               | bei Porto Cheli in Griechenland                                        | Smith;                 |      |
| Halige                      |                                |                                                    |                                                                        | Smith;                 |      |
| Halimus                     |                                |                                                    |                                                                        | Smith;                 |      |
| Halisarna                   |                                |                                                    |                                                                        | Smith;                 |      |
| Haliussa                    |                                |                                                    |                                                                        | Smith;                 |      |
| Halmyris                    |                                |                                                    |                                                                        | Smith;                 |      |
| Halone                      | Ἁλώνη (Halōnē)                 | kleine Insel in der Propontis                      | Paşalimanı im Marmarameer                                              | Smith;                 |      |
| Halonnesus                  |                                |                                                    |                                                                        | Smith;                 |      |
| Halus                       |                                |                                                    |                                                                        | Smith;                 |      |
| Halus                       |                                |                                                    |                                                                        | Smith;                 |      |
| Halycus                     |                                |                                                    |                                                                        | Smith;                 |      |
| Halys                       | Ἅλυς (Halys)                   | Fluss in Kleinasien                                | Kızılırmak in der Türkei                                               | Smith;                 |      |
| Hamae                       |                                |                                                    |                                                                        | Smith;                 |      |
| Hamaxia                     |                                |                                                    |                                                                        | Smith;                 |      |
| Hamaxitus                   | Ἁμάξιτος (Hamaxitos)           | Ort in der Troas                                   | Beşik Tepe, etwa 2,5 km von Gülpınar (Ayvacık) in der Türkei           | RE; Smith;             |      |
| Hamaxobii                   |                                |                                                    |                                                                        | Smith;                 |      |
| Hamaxoeci                   |                                |                                                    |                                                                        | Smith;                 |      |
| Hammanientes                |                                |                                                    |                                                                        | Smith;                 |      |
| Hannibalis Castra           |                                |                                                    |                                                                        | Smith;                 |      |
| Harenatio                   |                                |                                                    |                                                                        | Smith;                 |      |
| Harma                       |                                |                                                    |                                                                        | Smith;                 |      |
| Harmatelia                  |                                |                                                    |                                                                        | Smith;                 |      |
| Harmathus                   |                                |                                                    |                                                                        | Smith;                 |      |
| Harmatotrophi               |                                |                                                    |                                                                        | Smith;                 |      |
| Harmozeia                   |                                |                                                    |                                                                        | Smith;                 |      |
| Harmozica                   |                                |                                                    |                                                                        | Smith;                 |      |
| Harmozon Prom               |                                |                                                    |                                                                        | Smith;                 |      |
| Harmuza                     |                                |                                                    |                                                                        | Smith;                 |      |
| Harosheth                   |                                |                                                    |                                                                        | Smith;                 |      |
| Harpageia                   |                                |                                                    |                                                                        | Smith;                 |      |
| Harpasa                     | Ἅρπασα (Harpasa)               | Stadt in Karien                                    | beim Dorf Arpaz im Bezirk Nazilli in der Türkei                        | RE; Smith;             |      |
| Harpasus                    | Ἅρπασος (Harpasos)             | Fluss in Karien                                    | Akçay                                                                  | Smith;                 |      |
| Harpasus                    |                                |                                                    |                                                                        | Smith;                 |      |
| Harpina                     |                                |                                                    |                                                                        | Smith;                 |      |
| Harpis                      |                                |                                                    |                                                                        | Smith;                 |      |
| Harpleia                    |                                |                                                    |                                                                        | Smith;                 |      |
| Harudes                     |                                |                                                    |                                                                        | Smith;                 |      |
| Hasta                       |                                | siehe Asta                                         |                                                                        |                        |      |
| Hatera                      |                                |                                                    |                                                                        | Smith;                 |      |
| Hauran                      | Αὐρανῖτις (Auranitis)          | Landschaft in Syrien                               | Hauran                                                                 | Smith;                 |      |
| Havilai                     |                                |                                                    |                                                                        | Smith;                 |      |
| Hazor                       | Ἁσωρ (Hasōr)                   | Stadt in Kanaan                                    | bei Safed in Galiläa                                                   | Smith;                 |      |